# Jian guo da ye
Jian guo da ye (bra: A Fundação de uma República) é um filme sino-honconguês de 2009, do gênero drama histórico, dirigido por Huang Jianxin e Han Sanping.
O filme narra a história da ascendência e triunfo comunista e  foi protagonizado por  Andy Lau, Ge You, Hu Jun, Leon Lai, Zhang Ziyi, Donnie Yen, Jackie Chan, Jet Li, Wei Zhao. A película traz uma série de acontecimentos baseados em fatos reais passados entre 1945 e 1949, período que antecedeu esse importante evento. Os maiores protagonistas do filme são Mao Tsé-Tung, um dos principais fundadores da República Popular da China e do Partido Comunista do país, e Chiang Kai-shek, líder do Partido Kuomintang. Com um orçamento que ronda os 8,8 e os 10 milhões de dólares, esta longa-metragem retrata a história baseada na fundação da República popular da China, quando forças nacionalistas lideradas por Sun Yat-sen derrubou a dinastia Qing.[carece de fontes?]

## Enredo
Depois da Guerra Civil Chinesa em 1949, o Partido Comunista da China ditou a regra no continente sendo que Kuomingtang seria forçado a retirar-se para a ilha de Taiwan. O novo poder, juntamente com outras partes, em seguida, uniram-se para organizar a primeira Conferência Consultiva Política do Povo Chinês (CCPPC) discutindo o estabelecimento da República Popular da China (RPS).[carece de fontes?]
O filme começa com a negociação entre o Partido Comunista e o Partido Kuomintang para evitar uma possível guerra civil. A negociação teve uma duração de quarenta e três dias, resultando na assinatura do "Acordo Shuangshi". Contudo, o descumprimento do acordo pelo Kuomintang piorou a relação entre os dois grupos, provocando a fatídica guerra civil que durou de 1946 e 1949. Com o apoio maciço dos partidos democráticos e da população do país, o Partido Comunista venceu a guerra e fundou a República Popular da China.
A cooperação multipartidária é o fio condutor do filme. Os partidos democráticos desempenharam um papel importante na fundação da República. Durante a guerra civil, eles apoiaram o Partido Comunista e, através das diversas parcerias, selaram com ele uma profunda amizade. A fundação da nova república é atribuída a essa união de forças. Song Qingling, Li Jishen e Zhang Lan são três dos representantes mais influentes desses partidos democráticos.

## Elenco
- Tang Guoqiang (Mao Zedong)
- Zhang Guoli (Chiang Kai-Shek)
- Jet Li (Chen Shaokuan)
- Zhang Ziyi (Gong Peng)
- Xu Qing (Song Qingling)
- Liu Jin (Zhou Enlai)
- Donnie Yen (Tian Han)
- Jun Hu (Gu Zhutong)
- Hing Suen (Du Yuming)
- Wei Zhao (Membro da CPPCC)
- Chen Kun (Chiang Ching-kuo)
- Wang Wufu (Zhu De)
- Jackie Chan (Jornalista)
- Ge You (Líder da Quarta Divisão do Exército Vermelho)